# Lijst van brutoformules S-Zr
Dit lemma is onderdeel van de lijst van brutoformules. Op deze pagina zijn de brutoformules verzameld van S t/m Zr.

## S
| Brutoformule                        | Gewone formule                 | Naam |
| ----------------------------------- | ------------------------------ | --- |
| {\displaystyle {\ce {S}}}           | {\displaystyle {\ce {S}}}      | Zwavel ~ in Clausproces, buskruit |
| {\displaystyle {\ce {S}}}-isotopen  | {\displaystyle {\ce {S}}}      | Isotopen van zwavel 26S · 27S · 28S · 29S · 30S · 31S · 32S · 33S · 34S · 35S 36S · 37S · 38S · 39S · 40S · 41S · 42S · 43S · 44S · 45S 46S · 47S · 48S · 49S |
| {\displaystyle {\ce {S}}}-mineralen | {\displaystyle {\ce {S}}}      | Zwavelhoudend mineraal Sulfaat (mineraal) Sulfide (mineraal)                                                                                                  |
| {\displaystyle {\ce {S}}}           | {\displaystyle {\ce {S^{2-}}}} | Sulfide |
| {\displaystyle {\ce {SSr}}}         | {\displaystyle {\ce {SrS}}}    | Strontiumsulfide |
| {\displaystyle {\ce {STl2}}}        | {\displaystyle {\ce {Tl2S}}}   | thallium(I)sulfide ~ uit Thallium(I)sulfaat |
| {\displaystyle {\ce {SZn}}}         | {\displaystyle {\ce {ZnS}}}    | Zinksulfide ~ als: Zinkblende |
| {\displaystyle {\ce {S2Th}}}        | {\displaystyle {\ce {ThS2}}}   | Thorium(IV)sulfide |
| {\displaystyle {\ce {S3Sb2}}}       | {\displaystyle {\ce {Sb2S3}}}  | Stibniet ~ Ook wel: antimonie |
| {\displaystyle {\ce {S3Sm2}}}       | {\displaystyle {\ce {Sm2S3}}}  | Samarium(III)sulfide |

## Sb
| Brutoformule                         | Gewone formule              | Naam |
| ------------------------------------ | --------------------------- | --- |
| {\displaystyle {\ce {Sb}}}           | {\displaystyle {\ce {Sb}}}  | Antimoon ~ in thermiet ~ verbindingen als vlamvertrager |
| {\displaystyle {\ce {Sb-Isotopen}}}  | {\displaystyle {\ce {Sb}}}  | 103Sb · 104Sb · 105Sb · 106Sb · 107Sb · 108Sb · 109Sb · 110Sb · 111Sb · 112Sb 113Sb · 114Sb · 115Sb · 116Sb · 117Sb · 118Sb · 119Sb · 120Sb · 121Sb · 122Sb 123Sb · 124Sb · 125Sb · 126Sb · 127Sb · 128Sb · 129Sb · 130Sb · 131Sb · 132Sb 133Sb · 134Sb · 135Sb · 136Sb · 137Sb · 138Sb · 139Sb |
| {\displaystyle {\ce {Sb}}}-mineralen | {\displaystyle {\ce {Sb}}}  | Antimoonhoudend mineraal |
| {\displaystyle {\ce {SbY}}}          | {\displaystyle {\ce {YSb}}} | Yttrium(III)antimonide |

## Sc
| Brutoformule                         | Gewone formule             | Naam |
| ------------------------------------ | -------------------------- | --- |
| {\displaystyle {\ce {Sc}}}           | {\displaystyle {\ce {Sc}}} | Scandium |
| {\displaystyle {\ce {Sc}}}-isotopen  | {\displaystyle {\ce {Sc}}} | Isotopen van scandium 36Sc · 37Sc · 38Sc · 39Sc · 40Sc · 41Sc · 42Sc · 43Sc · 44Sc · 45Sc 46Sc · 47Sc · 48Sc · 49Sc · 50Sc · 51Sc · 52Sc · 53Sc · 54Sc · 55Sc 56Sc · 57Sc · 58Sc · 59Sc · 60Sc |
| {\displaystyle {\ce {Sc}}}-mineralen | {\displaystyle {\ce {Sc}}} | Scandiumhoudend mineraal |

## Se
| Brutoformule                         | Gewone formule                  | Naam |
| ------------------------------------ | ------------------------------- | --- |
| {\displaystyle {\ce {Se}}}           | {\displaystyle {\ce {Se}}}      | Seleen |
| {\displaystyle {\ce {Se}}}-isotopen  | {\displaystyle {\ce {Se}}}      | Isotopen van seleen 65Se · 66Se · 67Se · 68Se · 69Se · 70Se · 71Se · 72Se · 73Se · 74Se 75Se · 76Se · 77Se · 78Se · 79Se · 80Se · 81Se · 82Se · 83Se · 84Se 85Se · 86Se · 87Se · 88Se · 89Se · 90Se · 91Se · 92Se · 93Se · 94Se |
| {\displaystyle {\ce {Se}}}-mineralen | {\displaystyle {\ce {Se}}}      | Seleenhoudend mineraal |
| {\displaystyle {\ce {Se}}}           | {\displaystyle {\ce {Se^{2-}}}} | Selenide |
| {\displaystyle {\ce {SeZn}}}         | {\displaystyle {\ce {ZnSe}}}    | Zinkselenide |
| {\displaystyle {\ce {Se2W}}}         | {\displaystyle {\ce {WSe2}}}    | Wolfraamdiselenide ~ in gastransportmethode |

## Sg
| Brutoformule               | Gewone formule             | Naam                    |
| -------------------------- | -------------------------- | ----------------------- |
| {\displaystyle {\ce {Sg}}} | {\displaystyle {\ce {Sg}}} | Seaborgium, element 106 |

## Si
| Brutoformule                         | Gewone formule             | Naam |
| ------------------------------------ | -------------------------- | --- |
| {\displaystyle {\ce {Si}}}           | {\displaystyle {\ce {Si}}} | Silicium ook wel: kiezel Leven op basis van ~ |
| {\displaystyle {\ce {Si}}}-isotopen  | {\displaystyle {\ce {Si}}} | Isotopen van silicium 22Si · 23Si · 24Si · 25Si · 26Si · 27Si · 28Si · 29Si · 30Si · 31Si 32Si · 33Si · 34Si · 35Si · 36Si · 37Si · 38Si · 39Si · 40Si · 41Si 42Si · 43Si · 44Si |
| {\displaystyle {\ce {Si}}}-mineralen | {\displaystyle {\ce {Si}}} | Categorie:Siliciumhoudend mineraal |

## Sm
| Brutoformule                         | Gewone formule             | Naam |
| ------------------------------------ | -------------------------- | --- |
| {\displaystyle {\ce {Sm}}}           | {\displaystyle {\ce {Sm}}} | Samarium |
| {\displaystyle {\ce {Sm}}}-isotopen  | {\displaystyle {\ce {Sm}}} | Isotopen van samarium 128Sm · 129Sm · 130Sm · 131Sm · 132Sm · 133Sm · 134Sm · 135Sm · 136Sm · 137Sm 138Sm · 139Sm · 140Sm · 141Sm · 142Sm · 143Sm · 144Sm · 145Sm · 146Sm · 147Sm 148Sm · 149Sm · 150Sm · 151Sm · 152Sm · 153Sm · 154Sm · 155Sm · 156Sm · 157Sm 158Sm · 159Sm · 160Sm · 161Sm · 162Sm · 163Sm · 164Sm · 165Sm |
| {\displaystyle {\ce {Sm}}}-mineralen | {\displaystyle {\ce {Sm}}} | Categorie:Samariumhoudend mineraal |

## Sn
| Brutoformule                         | Gewone formule             | Naam |
| ------------------------------------ | -------------------------- | --- |
| {\displaystyle {\ce {Sn}}}           | {\displaystyle {\ce {Sn}}} | Tin |
| {\displaystyle {\ce {Sn-Isotopen}}}  | {\displaystyle {\ce {Sn}}} | Isotopen van tin 99Sn · 100Sn · 101Sn · 102Sn · 103Sn · 104Sn · 105Sn · 106Sn · 107Sn · 108Sn 109Sn · 110Sn · 111Sn · 112Sn · 113Sn · 114Sn · 115Sn · 116Sn · 117Sn · 118Sn 119Sn · 120Sn · 121Sn· 122Sn · 123Sn · 124Sn · 125Sn · 126Sn · 127Sn · 128Sn 129Sn · 130Sn · 131Sn · 132Sn · 133Sn · 134Sn · 135Sn · 136Sn · 137Sn |
| {\displaystyle {\ce {Sn}}}-mineralen | {\displaystyle {\ce {Sn}}} | Tinhoudend mineraal |

## Sr
| Brutoformule                         | Gewone formule             | Naam |
| ------------------------------------ | -------------------------- | --- |
| {\displaystyle {\ce {Sr}}}           | {\displaystyle {\ce {Sr}}} | Strontium |
| {\displaystyle {\ce {Sr}}}-isotopen  | {\displaystyle {\ce {Sr}}} | Isotopen van strontium 73Sr · 74Sr · 75Sr · 76Sr · 77Sr · 78Sr · 79Sr · 80Sr · 81Sr · 82Sr 83Sr · 84Sr · 85Sr · 86Sr · 87Sr · 88Sr · 89Sr · 90Sr · 91Sr · 92Sr 93Sr · 94Sr · 95Sr · 96Sr · 97Sr · 98Sr · 99Sr · 100Sr · 101Sr · 102Sr 103Sr · 104Sr · 105Sr |
| {\displaystyle {\ce {Sr}}}-mineralen | {\displaystyle {\ce {Sr}}} | Strontiumhoudend mineraal |

## Tb
| Brutoformule                         | Gewone formule             | Naam |
| ------------------------------------ | -------------------------- | --- |
| {\displaystyle {\ce {Tb}}}           | {\displaystyle {\ce {Tb}}} | Terbium |
| {\displaystyle {\ce {Tb}}}-isotopen  | {\displaystyle {\ce {Tb}}} | Isotopen van terbium 135Tb · 136Tb · 137Tb · 138Tb · 139Tb · 140Tb · 141Tb · 142Tb · 143Tb · 144Tb 145Tb · 146Tb · 147Tb · 148Tb · 149Tb · 150Tb · 151Tb · 152Tb · 153Tb · 154Tb 155Tb · 156Tb · 157Tb · 158Tb · 159Tb · 160Tb · 161Tb · 162Tb · 163Tb · 164Tb 165Tb · 166Tb · 167Tb · 168Tb · 169Tb · 170Tb · 171Tb |
| {\displaystyle {\ce {Tb}}}-mineralen | {\displaystyle {\ce {Tb}}} | Terbiumhoudend mineraal |

## Tc
| Brutoformule                        | Gewone formule             | Naam |
| ----------------------------------- | -------------------------- | --- |
| {\displaystyle {\ce {Tc}}}          | {\displaystyle {\ce {Tc}}} | Technetium |
| {\displaystyle {\ce {Tc}}}-isotopen | {\displaystyle {\ce {Tc}}} | Isotopen van technetium 85Tc · 86Tc · 87Tc · 88Tc · 89Tc · 90Tc · 91Tc · 92Tc · 93Tc · 94Tc 95Tc · 96Tc · 97Tc · 98Tc · 99Tc · 99mTc · 100Tc · 101Tc · 102Tc · 103Tc · 104Tc 105Tc · 106Tc · 107Tc · 108Tc · 109Tc · 110Tc · 111Tc · 112Tc · 113Tc · 114Tc 115Tc · 116Tc · 117Tc · 118Tc |

## Te
| Brutoformule                         | Gewone formule                  | Naam |
| ------------------------------------ | ------------------------------- | --- |
| {\displaystyle {\ce {Te}}}           | {\displaystyle {\ce {Te}}}      | Telluur |
| {\displaystyle {\ce {Te}}}-Isotopen  | {\displaystyle {\ce {Tc}}}      | Isotopen van telluur 105Te · 106Te · 107Te · 108Te · 109Te · 110Te · 111Te · 112Te · 113Te · 114Te 115Te · 116Te · 117Te · 118Te · 119Te · 120Te · 121Te · 122Te · 123Te · 124Te 125Te · 126Te · 127Te · 128Te · 129Te · 130Te · 131Te · 132Te · 133Te · 134Te 135Te · 136Te · 137Te · 138Te · 139Te · 140Te · 141Te · 142Te |
| {\displaystyle {\ce {Te}}}-mineralen | {\displaystyle {\ce {Te}}}      | Telluurhoudend mineraal |
| {\displaystyle {\ce {Te}}}           | {\displaystyle {\ce {Te^{2-}}}} | Telluride |

## Th
| Brutoformule                        | Gewone formule             | Naam |
| ----------------------------------- | -------------------------- | --- |
| {\displaystyle {\ce {Th}}}          | {\displaystyle {\ce {Th}}} | Thorium ~ in uranium-thoriumdatering |
| {\displaystyle {\ce {Th}}}-isotopen | {\displaystyle {\ce {Th}}} | Isotopen van thorium 209Th · 210Th · 211Th · 212Th · 213Th · 214Th · 215Th · 216Th · 216m1Th · 216m2Th · 217Th · 218Th 219Th · 220Th · 221Th · 222Th · 223Th · 224Th · 225Th · 226Th · 227Th · 228Th 229Th · 229mTh · 230Th · 231Th · 232Th · 233Th · 234Th · 235Th · 236Th · 237Th · 238Th |

## Ti
| Brutoformule               | Gewone formule             | Naam |
| -------------------------- | -------------------------- | --- |
| {\displaystyle {\ce {Ti}}} | {\displaystyle {\ce {Ti}}} | Titanium ~ in vlamvertrager, Ti-saffier-laser, thermiet |
| {\displaystyle {\ce {Ti}}} | {\displaystyle {\ce {Ti}}} | Isotopen van titanium 38Ti · 39Ti · 40Ti · 41Ti · 42Ti · 43Ti · 44Ti · 45Ti · 46Ti · 47Ti 48Ti · 49Ti · 50Ti · 51Ti · 52Ti · 53Ti · 54Ti · 55Ti · 56Ti · 57Ti 58Ti · 59Ti · 60Ti · 61Ti · 62Ti · 63Ti |
| {\displaystyle {\ce {Ti}}} | {\displaystyle {\ce {Ti}}} | Titaniumhoudend mineraal |

## Tl
| Brutoformule                         | Gewone formule             | Naam |
| ------------------------------------ | -------------------------- | --- |
| {\displaystyle {\ce {Tl}}}           | {\displaystyle {\ce {Tl}}} | Thallium |
| {\displaystyle {\ce {Tl}}}-isotopen  | {\displaystyle {\ce {Tl}}} | Isotopen van thallium 176Tl · 177Tl · 178Tl · 179Tl · 180Tl · 181Tl · 182Tl · 183Tl · 184Tl · 185Tl 186Tl · 187Tl · 188Tl · 189Tl · 190Tl · 191Tl · 192Tl · 193Tl · 194Tl · 195Tl 196Tl · 197Tl · 198Tl · 199Tl · 200Tl · 201Tl · 202Tl · 203Tl · 204Tl · 205Tl 206Tl · 207Tl · 208Tl · 209Tl · 210Tl · 211Tl · 212Tl |
| {\displaystyle {\ce {Tl}}}-mineralen | {\displaystyle {\ce {Tl}}} | Thalliumhoudend mineraal |

## U
| Brutoformule                       | Gewone formule            | Naam |
| ---------------------------------- | ------------------------- | --- |
| {\displaystyle {\ce {U}}}          | {\displaystyle {\ce {U}}} | Uranium ~ in uraniummijn ~ in synthese neptunium ~ in uranium-thoriumdatering |
| {\displaystyle {\ce {U-Isotopen}}} | {\displaystyle {\ce {U}}} | Isotopen van uranium 217U · 218U · 219U · 220U · 221U · 222U · 223U · 224U · 225U · 226U 227U · 228U · 229U · 230U · 231U · 232U · 233U · 234U · 235U · 236U 237U · 238U · 239U · 240U · 241U · 242U |

## Ubb
| Brutoformule                | Gewone formule              | Naam     |
| --------------------------- | --------------------------- | -------- |
| {\displaystyle {\ce {Ubb}}} | {\displaystyle {\ce {Ubb}}} | Unbibium |

## Une
| Brutoformule                | Gewone formule              | Naam                                         |
| --------------------------- | --------------------------- | -------------------------------------------- |
| {\displaystyle {\ce {Une}}} | {\displaystyle {\ce {Une}}} | Meitnerium unnilenium hernoemd naar ~ (1997) |

## V
| Brutoformule                        | Gewone formule            | Naam |
| ----------------------------------- | ------------------------- | --- |
| {\displaystyle {\ce {V}}}           | {\displaystyle {\ce {V}}} | Vanadium |
| {\displaystyle {\ce {V}}}-isotopen  | {\displaystyle {\ce {V}}} | Isotopen van vanadium 40V · 41V · 42V · 43V · 44V · 45V · 46V · 47V · 48V · 49V 50V · 51V · 52V · 53V · 54V · 55V · 56V · 57V · 58V · 59V 60V · 61V · 62V · 63V · 64V · 65V |
| {\displaystyle {\ce {V}}}-mineralen | {\displaystyle {\ce {V}}} | Vanadiumhoudend mineraal |

## W
| Brutoformule                        | Gewone formule            | Naam |
| ----------------------------------- | ------------------------- | --- |
| {\displaystyle {\ce {W}}}           | {\displaystyle {\ce {W}}} | Wolfraam ~ Ook wel: tungsten |
| {\displaystyle {\ce {W}}}-isotopen  | {\displaystyle {\ce {W}}} | Isotopen van wolfraam 158W · 159W · 160W · 161W · 162W · 163W · 164W · 165W · 166W · 167W 168W · 169W · 170W · 171W · 172W · 173W · 174W · 175W · 176W · 177W 178W · 179W · 180W · 181W · 182W · 183W · 184W · 185W · 186W · 187W 188W · 189W · 190W · 191W · 192W |
| {\displaystyle {\ce {W}}}-mineralen | {\displaystyle {\ce {W}}} | Wolfraamhoudend mineraal |

## Xe
| Brutoformule                        | Gewone formule             | Naam |
| ----------------------------------- | -------------------------- | --- |
| {\displaystyle {\ce {Xe}}}          | {\displaystyle {\ce {Xe}}} | Xenon ~ reactie met zilver(II)fluoride |
| {\displaystyle {\ce {Xe-Isotopen}}} | {\displaystyle {\ce {Xe}}} | Isotopen van xenon 110Xe · 111Xe · 112Xe · 113Xe · 114Xe · 115Xe · 116Xe · 117Xe · 118Xe · 119Xe 120Xe · 121Xe · 122Xe · 123Xe · 124Xe · 125Xe · 126Xe · 127Xe · 128Xe · 129Xe 130Xe · 131Xe · 132Xe · 133Xe · 134Xe · 135Xe · 136Xe · 137Xe · 138Xe · 139Xe 140Xe · 141Xe · 142Xe · 143Xe · 144Xe · 145Xe · 146Xe · 147Xe |

## Y
| Brutoformule                        | Gewone formule            | Naam |
| ----------------------------------- | ------------------------- | --- |
| {\displaystyle {\ce {Y}}}           | {\displaystyle {\ce {Y}}} | Yttrium |
| {\displaystyle {\ce {Y}}}-isotopen  | {\displaystyle {\ce {Y}}} | Isotopen van yttrium 76Y · 77Y · 78Y · 79Y · 80Y · 81Y · 82Y · 83Y · 84Y · 85Y 86Y · 87Y · 88Y · 89Y · 90Y · 91Y · 92Y · 93Y · 94Y · 95Y 96Y · 97Y · 98Y · 99Y · 100Y · 101Y · 102Y · 103Y · 104Y · 105Y 106Y · 107Y · 108Y |
| {\displaystyle {\ce {Y}}}-mineralen | {\displaystyle {\ce {Y}}} | Yttriumhoudend mineraal |

## Yt
| Brutoformule                        | Gewone formule             | Naam |
| ----------------------------------- | -------------------------- | --- |
| {\displaystyle {\ce {Yb}}}          | {\displaystyle {\ce {Yb}}} | Ytterbium |
| {\displaystyle {\ce {Yb}}}-isotopen | {\displaystyle {\ce {Yb}}} | Isotopen van ytterbium 148Yb · 149Yb · 150Yb · 151Yb · 152Yb · 153Yb · 154Yb · 155Yb · 156Yb · 157Yb 158Yb · 159Yb · 160Yb · 161Yb · 162Yb · 163Yb · 164Yb · 165Yb · 166Yb · 167Yb 168Yb · 169Yb · 170Yb · 171Yb · 172Yb · 173Yb · 174Yb · 175Yb · 176Yb · 177Yb 178Yb · 179Yb · 180Yb · 181Yb |

## Zn
| Brutoformule                         | Gewone formule             | Naam |
| ------------------------------------ | -------------------------- | --- |
| {\displaystyle {\ce {Zn}}}           | {\displaystyle {\ce {Zn}}} | Zink ~ in Grove-element, daniell-element, nikkeline, Alpaca of nieuwzilver ~ als vlamvertrager ~ als parameter in verontreinigingsklasse ~ reactie met cyclohexylamine ~ bij productie H2                                     |
| {\displaystyle {\ce {Zn}}}-isotopen  | {\displaystyle {\ce {Zn}}} | Isotopen van zink 54Zn · 55Zn · 56Zn · 57Zn · 58Zn · 59Zn · 60Zn · 61Zn · 62Zn · 63Zn 64Zn · 65Zn · 66Zn · 67Zn · 68Zn · 69Zn · 70Zn · 71Zn · 72Zn · 73Zn 74Zn · 75Zn · 76Zn · 77Zn · 78Zn · 79Zn · 80Zn · 81Zn · 82Zn · 83Zn |
| {\displaystyle {\ce {Zn}}}-mineralen | {\displaystyle {\ce {Zn}}} | Zinkhoudend mineraal |

## Zr
| Brutoformule                         | Gewone formule             | Naam |
| ------------------------------------ | -------------------------- | --- |
| {\displaystyle {\ce {Zr}}}           | {\displaystyle {\ce {Zr}}} | Zirkonium ~ verbindingen als vlamvertrager |
| {\displaystyle {\ce {Zr}}}-isotopen  | {\displaystyle {\ce {Zr}}} | Isotopen van zirkonium 78Zr · 79Zr · 80Zr · 81Zr · 82Zr · 83Zr · 84Zr · 85Zr · 86Zr · 87Zr 88Zr · 89Zr · 90Zr · 91Zr · 92Zr · 93Zr · 94Zr · 95Zr · 96Zr · 97Zr 98Zr · 99Zr · 100Zr · 101Zr · 102Zr · 103Zr · 104Zr · 105Zr · 106Zr · 107Zr 108Zr · 109Zr · 110Zr |
| {\displaystyle {\ce {Zr}}}-mineralen | {\displaystyle {\ce {Zr}}} | Zirkoniumhoudend mineraal |